# Saturnus tecken
Saturnus tecken är en roman av Ulrika Kärnborg utgiven 2016.
Den är en historisk roman som utspelar sig i Sverige på 1600-talet. I centrum för berättelsen står den intrigerande rikskanslern Axel Oxenstierna som stod kung Gustav II Adolf nära och blev mycket inflytelserik. Romanen skildrar rivaliteten mellan Oxenstierna och drottningen Maria Eleonora av Brandenburg samt andra intriger där dvärgen Lisbeta som kommit till hovet också har en framträdande roll.
Saturnus tecken är första delen i en romandiptyk om stormaktstiden.

## Mottagande
Flera kritiker jämförde Kärnborg med Hilary Mantel och dennes romaner om Tudortiden. Kärnborg berömdes av flera kritiker för sin tidsskildring. "Saturnus tecken är tveklöst ett gediget stycke historisk roman. Tiden får kropp i mustiga miljöskildringar och maktmanipulationerna blottas med eleganta snitt” skrev Ann Lingebrandt i Sydsvenskan. I en recension i Svenska Dagbladet tyckte dock Sebastian Lönnlöv att författaren visserligen är påläst men inte lyckas få fram någon dramatik och spänning i det stora innehållet.